# Pentti Matikainen
Pentti Teuvo Pellervo Matikainen (* 5. Oktober 1950 in Joensuu; † 29. Juni 2025 in Helsinki) war ein finnischer Eishockeyspieler, -funktionär und -trainer.

## Karriere

### Als Spieler
Matikainen spielte ab der Saison 1975/76 für Jukurit Mikkeli in der damals zweithöchsten finnischen Eishockeyliga, der ersten Division. In dieser Spielzeit erzielte er in 36 Partien 44 Scorerpunkte und kassierte 51 Strafminuten. Im darauffolgenden Jahr konnte der Stürmer mit 42 Punkten ebenfalls überzeugen. Im Sommer 1978 unterschrieb er einen Vertrag beim Ligakonkurrenten SaiPa Lappeenranta, für die er bis zum Jahr 1980 aktiv war. In Lappeenranta gehörte er zu den teamintern besten Angreifern. Seine erfolgreichste Saison war die Spielzeit 1979/80, als er in 36 Spielen eingesetzt wurde und dabei 45-mal punkten konnte. Zur Saison 1980/81 wechselte er innerhalb der Liga zu Jokipojat Joensuu, ging dort allerdings nur einmal aufs Eis und beendete anschließend seine Karriere.

### Als Trainer und Manager
Bereits ab Herbst 1981, wenige Monate nach Beendigung seiner aktiven Eishockeykarriere, arbeitete Matikainen erstmals als Trainer beim damaligen finnischen Zweitligisten Saimaan Pallo. Für den Klub war er bereits als Spieler zwischen 1977 und 1980 aktiv. Zum Ende der Saison 1983/84 wurde er als bester Trainer der SM-liiga ausgezeichnet. Im Jahr 1987 verpflichtete ihn das Management des finnischen Renommierklubs HIFK Helsinki als Cheftrainer, die er bis 1990 trainierte. Des Weiteren stand er ab 1987 als Trainer der finnischen Nationalmannschaft hinter der Bande, mit der er ein Jahr später die Silbermedaille bei den Olympischen Winterspielen in Calgary gewann. Ein weiterer Erfolg mit dem Team Finnland war der zweite Platz bei der Weltmeisterschaft 1992 in der Tschechoslowakei.
Nach einem siebten Platz bei der Weltmeisterschaft 1993 wurde Matikainen entlassen. Diese Platzierung war die schlechteste einer finnischen Eishockeynationalmannschaft seit 1983. Er wurde schließlich durch Curt Lindström ersetzt. Zur Saison 1996/97 wechselte er zu den Frankfurt Lions in die Deutsche Eishockey Liga. Dort verlor sein Team in 38 Spielen 19-mal und stand somit in der unteren Tabellenhälfte. Matikainen, der die Erwartungen somit nicht erfüllen konnte, wurde daraufhin von seinem Dienst als Chef-Trainer der Lions freigestellt. Sein Nachfolger war Peter Obresa. Im Jahr 2001 kehrte er nach Helsinki zum HIFK zurück und bekleidete dort fortan das Amt des Managers. Diese Tätigkeit übte er bis Februar 2008 aus.

## Erfolge und Auszeichnungen

### Als Trainer
- 1984 Trainer des Jahres der SM-liiga
- 1988 Gewinn der Silbermedaille bei den Olympischen Winterspielen mit Finnland